# Batalla de los Diez Reyes
La batalla de los Diez Reyes se narra en el mándala 7 del Rig-veda (el texto más antiguo de la India, de mediados del II milenio a. C.)

## Nombre
- dāśarājñá, en el sistema AITS (alfabeto internacional de transliteración del sánscrito).
- दाशराज्ञ, en escritura devanagari del idioma sánscrito.
- Pronunciación: /dashá ragñá/.[2]
- Etimología: daśa: ‘diez’, rāgñá: ‘reyes’ (siendo rash: rey).[2]

## Historia
A diferencia de frecuentes luchas entre arios y dasius, ésta se trató de una «guerra fratricida» —como la describe la Enciclopedia británica (1911)— entre dos tribus de arios (indios védicos).
Tuvo lugar cuando las tribus puru, aliadas con otras tribus del Panyab y guiadas por el sabio rey Vishuá Mitra se opusieron al rey tritsu (bhárata) Sudás, pero fueron derrotados, como celebra el provocativo himno 7.18 del Rig-veda, compuesto por el religioso y poeta Vásistha, sacerdote de Sudás.
K. F. Geldner en su traducción del Rigveda (1951) considera que los himnos estarían «obviamente basados en un hecho histórico», a pesar de que todos los detalles —salvo los que se conservan en los himnos— se han perdido.
Más detalles se han proporcionado en un incisivo debate de este himno por Hanns-Peter Schmidt.

## Tribus participantes
- Tritsu: la tribu del rey Sudás, relacionada con la tribu bhárata.
- Alinas: una de las tribus derrotadas por el rey Sudás en la batalla contra los Diez Reyes (según Macdonell y Keith, I, 39).[4] Se ha sugerido que vivían al noreste de Nuristán, porque esa tierra fue mencionada por el peregrino budista chino Xuan Zang (602-664).[4]
- Anu: algunos los ubican en el área del río Parushní, el actual río Ravi (según Macdonell y Keith, 22).[4]
- Bhrigus: posiblemente se refiere a la familia sacerdotal descendiente del antiguo Bhrigu Kavi. Más tarde, se les relacionaría —junto con los descendientes de Angirasa— con la composición de algunas partes del Átharva-veda (siglo VII a. C.).
- Bhalanas: lucharon contra el rey Sudás. Algunos estudiosos han argumentado que los bhalanas vivían en la zona del Paso de Bolán.[4]
- Dasas o dasius: el término genérico de todos los que se oponían al rey Sudás, y a los arios en general. La palabra es cognada del etnónimo iranio dajae o daji (también conocidos como shaka, los escitas).
- Drujiús: algunos los alinean con los gandharis.[5]
- Los matsia sólo se mencionan en el Rig-veda 7.18.6, pero más tarde aparecen en relación con los shalva (según Macdonell y Keith, II, 122).[4]
- Los parshu: algunos[4] los conectan con los antiguos persas. Esto se basa en la evidencia de una inscripción asiria del 844 a. C., que se refiere a los persas como paršu, y la inscripción Behistún de Darío I de Persia se refiere a Pārsa como el país de los persas.[6] Es más probable que vivieran, como algunas otras tribus mencionadas en el himno Daśarājña, en la zona fronteriza oeste y noroeste del subcontinente.
- Los purús: descendientes de Iaiati, de la dinastía lunar.
- Los panis: también conocidos como los parni (en griego parnoi), una tribu del noroeste de Afganistán, relacionados con los shakas (escitas).

## Antecedentes
Los himnos 7.18 y 7.83 están dedicados a Indra y a Indra emparejado con Varuna, respectivamente.
Agradecen a esos dioses de haber ayudado al rey Sudás a derrotar a sus enemigos, mientras el himno 7.33 es una plegaria de los descendientes de Vásistha al propio Vásistha, elogiándolo por mover a los dioses a ponerse del lado de Sudás por sus oraciones (según el verso 7.33.2, Indra prefirió las oraciones de Vásistha sobre las de Pasadiumna, hijo de Vaiata).
Describen a Vásistha como hijo de los dioses varones Mitra y Varuna (7.33.11).
El himno destaca la importancia de los sacerdotes bráhmanas (Vásistha es nombrado junto con Parashara y Sataiatu) por encima de los guerreros chatrías en ganar el favor de Indra; lo habían invocado mientras se habían alejado del «hogar» (grijat, 7.18.21).
La situación que dio lugar a la batalla se describe en 7.18.6: se presentaron en la zona los turvasas y los iaksus (iadus) junto con la tribu matsia (a los que el rishi compara con peces [matsia] que se precipitan) y se aliaron con los bhrigus y los druhius.
Su confederación se incrementó aún más por los pakthas, bhalanas, alinas, shivas y visanins (7.18.7), mientras que los tritsus se basaron únicamente en la ayuda del «camarada de los arios» (āryasya sadhamāḥ), el dios Indra.
El rey Sudás no está incluido en el número de los «diez reyes» (según 7.33.5, los tritsus estaban rodeados por diez reyes). De las tribus mencionadas en el texto 7.18, se cuentan los
turvasas,
iaksus (juego de palabras entre los iadus y los míticos monstruos iaksás),
matsias,
bhrigus,
druhius,
pakthas,
bhalanas,
alinas,
shivas y
visanins.
Se dejan de lado —porque no tenían rey— los anavas (7.18.14), los ayas y los sigrus (7.18.19) y «21 hombres de ambas tribus vaikarna» (7.18 0,11). Esto implica que Bheda (el principal dirigente asesinado por el rey Sudás, según 7.18.19; y también mencionado en 7.33.3 y 7.83.4), Shimyu (7.18.5) y Kavaṣa (7.18.12) eran los nombres de los dirigentes.

## La batalla
La batalla tuvo lugar a orillas del río Parusni (río Ravi).
Los guerreros del rey Sudás son descritos como vestidos de blanco (shvityanca o ), el uso de nudos de pelo en el lado derecho de la cabeza (daksinatas kaparda), con banderas desplegadas (kritá dhwash), RV 7.83.2), mientras que los diez reyes no hacían sacrificios rituales de animales (aiashiava).
Al parecer (7.18.5) Sudás y sus hombres lograron cruzar el Parusni con seguridad, mientras que sus enemigos, tratando de alcanzarlos, se ahogaron por una inundación, o fueron asesinados por los hombres del rey Sudás:

Como objetivo corrieron hacia su destrucción: buscaron el Parusni; incluso los más rápida no pudieron retornar.
Indra abandonó a los enemigos, charlatanes poco viriles, que volaron rápidamente hacia el varonil Sudás.
Fueron como vacas de la pradera sin rebaño, cada uno se aferraba a un amigo como dirigido por el azar.
Los que conducían caballos, enviados por Prishni, se pusieron a escuchar, a los guerreros y a los caballos enjaezados.
Rig-veda 7.18.9 (traducción al inglés, de Griffith)

Los kavaṣa y los drujiu fueron «abrumados por Indra», mientras todavía estaban en el agua (7.18.10). Los guerreros de los anu y los drujius que resultaron muertos fueron 6666 (7.18.14).

## Consecuencias de la batalla
A raíz de la batalla, los bharatas dirigidos por el rey Sudás (7.33.6), recibieron tributos de los ajas, los sigrus y los yaksus (o sea, los yadus, 7.18.20). Indra destruyó las siete fortificaciones de los enemigos, y dio los tesoros de los anus al rey Sudás (7.18.13).
Esta fue una victoria contra todo pronóstico, comparada a que un carnero derrotara a un león (7.18.17).